# Albert Palmberg

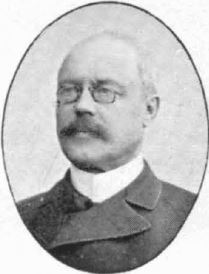
Albert Palmberg.

Albert Julius Palmberg, född 18 november 1831 i Geta på Åland, död 22 december 1916 i Pojo, var en finländsk läkare. 
Palmberg blev student vid Kejserliga Alexanders Universitetet i Finland i Helsingfors 1852 och medicine doktor 1863. På grund av en avhandling Om diarré hos barn utnämndes han 1868 till docent i pediatrik. Efter att under en lång följd av år ha verkat som läkare i Viborg förordnades 1887 han till provinsialläkare i Helsingfors, från vilket ämbete han tog avsked 1896. 
Palmberg arbetade i tal och skrift, i verk och gärning outtröttligt på att i Finland införa kännedomen om och tillämpningen av hälsovårdsläran. Bland hans många större och mindre skrifter åt detta håll märks främst hans Allmän helsovårdslära på grund af dess tillämpning i olika länder (1889; andra upplagan 1895; översatt till franska, spanska och engelska).